# Френк Седжмен
Френк Артур Седжмен (нар. 29 жовтня 1927, Монт-Альберт, Вікторія) — австралійський тенісист.

## Спортивна кар'єра

### Аматорська кар'єра
Френк Седжмен почав займатись тенісом у Блекбернському тенісному клубі. Пізніше він брав участь у літніх дитячих турнірах. У 1941 році, на вимогу матері, зв'язався зі знаменитим тренером Гаррі Хопманом і заявив, що вже здатний обіграти більшість учнів Хопмана і хоче у нього тренуватися.
1945 року виграв свій перший значний турнір, ставши чемпіоном штату Вікторія серед юнаків. До кінця 1945 року уже ділив десяте місце у рейтингу тенісистів Австралії.
У 1946 році став чемпіоном Австралії серед юнаків, а в першому колі чемпіонату Нового Південного Уельсу завдав поразки легендарному австралійському тенісистові довоєнної епохи Джеку Кроуфорду, посіяному під сьомим номером.
У 1948 році виграв чемпіонат Західної Австралії, а потім свій перший турнір Великого шолома, ставши переможцем Вімблдонського турніру в парі з Джоном Бромвічем.
Седжмен домінував у світовому аматорському тенісі починаючи з 1949 і закінчуючи 1952 роком. За цей час він по вісім разів виграв турніри Великого шолома в чоловічому парному розряді (сім із них з Кеном Мак-Грегором) і стільки ж титулів завоював у змішаних парах (усі — з Доріс Гарт із США).
У 1951 році Мак-Грегор і Седжмен стали першими і поки що останніми володарями Великого шолома в чоловічому парному розряді, а наступного року, вигравши чемпіонат Австралії, чемпіонат Франції та Вімблдонський турнір, ледь не повторили це досягнення, програвши лише у фіналі чемпіонату США австралійцю американцю Віку Сейксасу. У 1951 році вони з Доріс Харт також завершили завоювання «кар'єрного» Великого шолома в змішаному парному розряді, ставши переможцями всіх чотирьох турнірів, але не в один календарний рік (вигравши чемпіонат Австралії у два попередні сезони, в 1951 вони його пропустили).
Програвши зі збірною Австралії фінальний матч Кубка Девіса в 1949, Седжмен потім вигравав його три роки поспіль, ставши першим австралійцем з 1911 року, якому вдалося це зробити. Матч 1951 року він виграв фактично один, перемігши в обох особистих і парній зустрічі, в той час як Мервін Роуз програв обидві свої одиночні зустрічі. Усього за час виступів за збірну Седжмен провів 28 ігор, вигравши 25 з них (у тому числі всі дев'ять зустрічей у парному розряді, де його партнером був спочатку Джон Бромвіч, а потім Мак-Грегор).
Седжмен також виграв з 1949 по 1952 п'ять турнірів Великого шолома в одиночному розряді. Найуспішнішим для нього став 1952 рік, коли він був беззаперечним лідером чоловічого аматорського тенісу, вигравши два з чотирьох турнірів Великого шолома в одиночному розряді, а у двох інших поступившись у фіналі різним суперникам. У цей рік він став останнім тенісистом в історії, який виграв Вімблдонський турнір у всіх трьох розрядах за один рік, а в 1951 він став першим австралійцем, який виграв чемпіонат США в одиночному розряді .
У другій половині 1952 Седжмен отримав пропозицію перейти в професіонали. Щоб цього уникнути, Гаррі Хопман організував збирання коштів, на які на ім'я майбутньої нареченої Седжмена було куплено бензоколонку. Проте в 1953 Седжмен прийняв запрошення приєднатися до професійного турне в якості претендента на титул кращого тенісиста-професіонала .

### Професійна кар'єра
Суперником Седжмена по турне 1953 року був Джек Креймер, перша ракетка світу серед професіоналів кількох останніх років. Креймер залишився переможцем за підсумками турне, вигравши 54 матчі і програвши 41, але за умовами контракту Седжмен отримав більшу суму, ніж чемпіон, що захищався, 102 тисячі доларів, ставши першим в історії тенісистом, який заробив більше 100 тисяч доларів за сезон . Седжмен також виграв у 1953 році чемпіонат Уемблі — один із трьох найпрестижніших турнірів у професійному тенісі того часу, що входив до «професійного Великого шолома», і турнір у Франції, який деякі джерела називають чемпіонатом Франції серед професіоналів 1953 року (за іншими джерелами, в цей рік професійний чемпіонат Франції не проводився).
У 1954 році Седжмен сам організував професійне турне Австралією, оскільки Креймер взяв тайм-аут після організації двох попередніх турне. У турне Седжмена, який спонсорував місцевий спортивний імпресаріо Тед Уотерфорд, брали участь також Мкгрегор і американці Панчо Гонсалес і Панчо Сегура . Надалі Седжмен залишався одним із провідних тенісистів-професіоналів, продовжуючи виступати до середини 1960-х років. Йому не вдалося стати одноосібним лідером професійного тенісу — це місце після виходу Креймера на багато років посів Панчо Гонсалес. Тим не менш, Седжмен ще п'ять разів виходив у фінал турнірів професійного Великого шолома (тричі його суперником, як і в першому фіналі на Уемблі, був Гонсалес і двічі — Тоні Траберт) і вдруге виграв чемпіонат Уемблі в 1958 році .
З 1966 по 1969 рік Седжмен не виступав у великих турнірах, але повернувся на корт у 1970 році, вже після початку Відкритої ери, коли професіонали та любителі отримали право виступати в одних і тих же турнірах. Він продовжував грати у Відкритому чемпіонаті Австралії до 1976, а свій останній матч у професійному турнірі провів в 1978 в Хобарті (Австралія) .
З 1974 брав участь у професійному турі серед ветеранів у віці 45 років і старше — турі Grand Masters. Він тричі (у 1975, 1977 та 1978 роках) виграв фінальний турнір цього туру, що розігрувався між вісьмома найсильнішими гравцями, і заробив за шість років участі в ньому 250 тисяч доларів. У 1990 році у віці 62 років він вийшов на корт у рамках турніру ATP Челленджер у Салоу (Іспанія) у парі з аргентинцем Франсіско Юнісом, але вони, як і слід було очікувати, вибули з боротьби в першому ж колі .

## Стиль гри
Віддавав перевагу стилю гри, відомий як serve-and-volley, що полягає в швидкому виході до сітки після подачі та використовував континентальну хватку, тримаючи ракетку однаково і при форхенд, і при бекхенд.

## Спортивні досягнення
Володар Великого шолома у чоловічому парному розряді 1951 ріку (з Кеном Мак-Грегором), переможець 17 турнірів Великого шолома у чоловічому та змішаному парному розряді з 1949 по 1952 рік. Переможець п'яти турнірів Великого шолома в одиночному розряді. Триразовий володар Кубка Девіса у складі команди Австралії. Член Міжнародної зали тенісної слави з 1979 року .

## Важливі фінали

### Турніри Великого шолома

#### Одиночний розряд: 8 (5–3)
| Результат | Рік  | Турнір               | Покриття | Суперник                   | Рахунок              |
| --------- | ---- | -------------------- | -------- | -------------------------- | -------------------- |
| Перемога  | 1949 | Чемпіонат Австралії  | Трава    | Джон Бромвіч               | 6–3, 6–2, 6–2        |
| Перемога  | 1950 | Чемпіонат Австралії  | Трава    | Кен Мак-Грегор             | 6–3, 6–4, 4–6, 6–1   |
| Поразка   | 1950 | Вімблдонський турнір | Трава    | Бадж Петті                 | 1–6, 10–8, 2–6, 3–6  |
| Перемога  | 1951 | Чемпіонат США        | Трава    | Вік Сайксес                | 6–4, 6–1, 6–1        |
| Поразка   | 1952 | Чемпіонат Австралії  | Трава    | Кен Мак-Грегор             | 5–7, 10–12, 6–2, 2–6 |
| Поразка   | 1952 | Чемпіонат Франції    | Ґрунт    | Ярослав Дробний (тенісист) | 2–6, 0–6, 6–3, 4–6   |
| Перемога  | 1952 | Вімблдонський турнір | Трава    | Ярослав Дробний (тенісист) | 4–6, 6–2, 6–3, 6–2   |
| Перемога  | 1952 | Чемпіонат США        | Трава    | Гарднар Маллой             | 6–1, 6–2, 6–3        |

#### Парний розряд: 14 (9–5)
| Результат | Рік  | Турнір               | Покриття | Партнер            | Суперники                                   | Рахунок                   |
| --------- | ---- | -------------------- | -------- | ------------------ | ------------------------------------------- | ------------------------- |
| Поразка   | 1947 | Чемпіонат Австралії  | Трава    | Джордж Вортінгтон  | Джон Бромвіч Адріан Квіст                   | 1–6, 3–6, 1–6             |
| Поразка   | 1948 | Чемпіонат Австралії  | Трава    | Колін Лонг         | Джон Бромвіч Адріан Квіст                   | 6–1, 8–6, 7–9, 3–6, 6–8   |
| Поразка   | 1948 | Чемпіонат Франції    | Ґрунт    | Геррі Гопмен       | Леннарт Бергелін Ярослав Дробний (тенісист) | 6–8, 1–6, 10–12           |
| Перемога  | 1948 | Вімблдонський турнір | Трава    | Джон Бромвіч       | Том Браун (тенісист) Гарднар Маллой         | 5–7, 7–5, 7–5, 9–7        |
| Поразка   | 1949 | Чемпіонат США        | Трава    | George Worthington | Джон Бромвіч Білл Сідвелл                   | 4–6, 0–6, 1–6             |
| Перемога  | 1950 | Чемпіонат США        | Трава    | Джон Бромвіч       | Гарднар Маллой Білл Талберт                 | 7–5, 8–6, 3–6, 6–1        |
| Перемога  | 1951 | Чемпіонат Австралії  | Трава    | Кен Мак-Грегор     | Джон Бромвіч Адріан Квіст                   | 11–9, 2–6, 6–3, 4–6, 6–3  |
| Перемога  | 1951 | Чемпіонат Франції    | Ґрунт    | Кен Мак-Грегор     | Гарднар Маллой Дік Севітт                   | 6–2, 2–6, 9–7, 7–5        |
| Перемога  | 1951 | Вімблдонський турнір | Трава    | Кен Мак-Грегор     | Ярослав Дробний (тенісист) Ерік Стерджесс   | 3–6, 6–2, 6–3, 3–6, 6–3   |
| Перемога  | 1951 | Чемпіонат США        | Трава    | Кен Мак-Грегор     | Дон Кенді Мервін Роуз                       | 10–8, 6–4, 4–6, 7–5       |
| Перемога  | 1952 | Чемпіонат Австралії  | Трава    | Кен Мак-Грегор     | Дон Кенді Мервін Роуз                       | 6–4, 7–5, 6–3             |
| Перемога  | 1952 | Чемпіонат Франції    | Ґрунт    | Кен Мак-Грегор     | Гарднар Маллой Дік Севітт                   | 6–3, 6–4, 6–4             |
| Перемога  | 1952 | Вімблдонський турнір | Трава    | Кен Мак-Грегор     | Вік Сайксес Ерік Стерджесс                  | 6–3, 7–5, 6–4             |
| Поразка   | 1952 | Чемпіонат США        | Трава    | Кен Мак-Грегор     | Мервін Роуз Вік Сайксес                     | 6–3, 8–10, 8–10, 8–6, 6–8 |

#### Мікст: 11 (8–3)
| Результат | Рік  | Турнір               | Покриття | Партнер    | Суперники                                        | Рахунок         |
| --------- | ---- | -------------------- | -------- | ---------- | ------------------------------------------------ | --------------- |
| Поразка   | 1948 | Чемпіонат Франції    | Ґрунт    | Доріс Гарт | Патрісія Каннінґ-Тодд Ярослав Дробний (тенісист) | 3–6, 6–3, 3–6   |
| Поразка   | 1948 | Вімблдонський турнір | Трава    | Доріс Гарт | Луїз Браф Джон Бромвіч                           | 2–6, 6–3, 3–6   |
| Перемога  | 1949 | Чемпіонат Австралії  | Трава    | Доріс Гарт | Джойс Фітч Джон Бромвіч                          | 6–1, 5–7, 12–10 |
| Перемога  | 1950 | Чемпіонат Австралії  | Трава    | Доріс Гарт | Джойс Фітч Ерік Стерджесс                        | 8–6, 6–4        |
| Поразка   | 1950 | Чемпіонат США        | Трава    | Доріс Гарт | Маргарет Осборн Дюпон Кен Мак-Грегор             | 4–6, 6–3, 3–6   |
| Перемога  | 1951 | Чемпіонат Франції    | Ґрунт    | Доріс Гарт | Телма Койн-Лонґ Мервін Роуз                      | 7–5, 6–2        |
| Перемога  | 1951 | Вімблдонський турнір | Трава    | Доріс Гарт | Ненсі Вінн-Болтон Мервін Роуз                    | 7–5, 6–2        |
| Перемога  | 1951 | Чемпіонат США        | Трава    | Доріс Гарт | Ширлі Фрай Мервін Роуз                           | 6–3, 6–2        |
| Перемога  | 1952 | Вімблдонський турнір | Трава    | Доріс Гарт | Телма Койн-Лонґ Енріке Мореа                     | 4–6, 6–3, 6–4   |
| Перемога  | 1952 | Чемпіонат Франції    | Ґрунт    | Доріс Гарт | Ширлі Фра Ерік Стерджесс                         | 6–8, 6–3, 6–3   |
| Перемога  | 1952 | Чемпіонат США        | Трава    | Доріс Гарт | Телма Лонґ Лью Гоуд                              | 6–3, 7–5        |

### Турніри Pro Slam

#### Одиночний розряд: 7 (3–4)
| Результат | Рік  | Турнір            | Суперник       | Рахунок              |
| --------- | ---- | ----------------- | -------------- | -------------------- |
| Перемога  | 1953 | Wembley Pro       | Панчо Гонсалес | 6–1, 6–2, 6–2        |
| Перемога  | 1953 | French Pro Турнір | Панчо Гонсалес |                      |
| Поразка   | 1954 | US Pro Турнір     | Панчо Гонсалес | 3–6, 7–9, 6–3, 2–6   |
| Поразка   | 1956 | Wembley Pro       | Панчо Гонсалес | 6–4, 9–11, 9–11, 7–9 |
| Перемога  | 1958 | Wembley Pro       | Тоні Траберт   | 6–4, 6–3, 6–4        |
| Поразка   | 1959 | French Pro Турнір | Тоні Траберт   | 4–6, 4–6, 4–6        |
| Поразка   | 1961 | US Pro Турнір     | Панчо Гонсалес | 3–6, 5–7             |

## Досягнення в одиночних змаганнях
1953 року Седжмен почав грати в професійних турнірах, а отже відтоді не мав права на участь у турнірах Великого шлему до початку Відкритої ери, першим турніром якої став Відкритий чемпіонат Франції з тенісу 1968.
| W | Ф | ПФ | ЧФ | #Р | КТ | К# | DNQ | A | NH |

|                                        | 1946                   | 1947                   | 1948                   | 1949                   | 1950                   | 1951                   | 1952                   | 1953                   | 1954                   | 1954                   | 1955                   | 1956                   | 1957                   | 1958                   | 1959                   | 1960                   | 1961                   | 1962                   | 1963                   | 1964                   | 1965                   | 1966                   | 1967                   | 1968                   | 1969                   | 1970                   | 1971                   | 1972                   | 1973                   | 1974                   | 1975                   | 1976                   | SR     | В-П    | Win % |
| Турніри Великого шлему                 | Турніри Великого шлему | Турніри Великого шлему | Турніри Великого шлему | Турніри Великого шлему | Турніри Великого шлему | Турніри Великого шлему | Турніри Великого шлему | Турніри Великого шлему | Турніри Великого шлему | Турніри Великого шлему | Турніри Великого шлему | Турніри Великого шлему | Турніри Великого шлему | Турніри Великого шлему | Турніри Великого шлему | Турніри Великого шлему | Турніри Великого шлему | Турніри Великого шлему | Турніри Великого шлему | Турніри Великого шлему | Турніри Великого шлему | Турніри Великого шлему | Турніри Великого шлему | Турніри Великого шлему | Турніри Великого шлему | Турніри Великого шлему | Турніри Великого шлему | Турніри Великого шлему | Турніри Великого шлему | Турніри Великого шлему | Турніри Великого шлему | Турніри Великого шлему | 5 / 31 | 84–26  | 76.4  |
| -------------------------------------- | ---------------------- | ---------------------- | ---------------------- | ---------------------- | ---------------------- | ---------------------- | ---------------------- | ---------------------- | ---------------------- | ---------------------- | ---------------------- | ---------------------- | ---------------------- | ---------------------- | ---------------------- | ---------------------- | ---------------------- | ---------------------- | ---------------------- | ---------------------- | ---------------------- | ---------------------- | ---------------------- | ---------------------- | ---------------------- | ---------------------- | ---------------------- | ---------------------- | ---------------------- | ---------------------- | ---------------------- | ---------------------- | ------ | ------ | ----- |
| Відкритий чемпіонат Австралії з тенісу | 3р                     | 1р                     | ЧФ                     | П                      | П                      | ПФ                     | Ф                      | не мав права на участь | не мав права на участь | не мав права на участь | не мав права на участь | не мав права на участь | не мав права на участь | не мав права на участь | не мав права на участь | не мав права на участь | не мав права на участь | не мав права на участь | не мав права на участь | не мав права на участь | не мав права на участь | не мав права на участь | не мав права на участь | не мав права на участь |                        | 2р                     | 2р                     | 3р                     | 1р                     | 1р                     | 2р                     | 2р                     | 2 / 14 | 25–12  | 67.6  |
| Відкритий чемпіонат Франції з тенісу   |                        |                        | 4р                     |                        | 4р                     | ПФ                     | Ф                      | не мав права на участь | не мав права на участь | не мав права на участь | не мав права на участь | не мав права на участь | не мав права на участь | не мав права на участь | не мав права на участь | не мав права на участь | не мав права на участь | не мав права на участь | не мав права на участь | не мав права на участь | не мав права на участь | не мав права на участь | не мав права на участь |                        |                        |                        | 1р                     |                        |                        |                        |                        |                        | 0 / 5  | 13–5   | 72.2  |
| Вімблдонський турнір                   |                        |                        | 4р                     | ЧФ                     | Ф                      | ЧФ                     | П                      | не мав права на участь | не мав права на участь | не мав права на участь | не мав права на участь | не мав права на участь | не мав права на участь | не мав права на участь | не мав права на участь | не мав права на участь | не мав права на участь | не мав права на участь | не мав права на участь | не мав права на участь | не мав права на участь | не мав права на участь | не мав права на участь |                        |                        |                        | 3р                     |                        | 1р                     |                        |                        |                        | 1 / 7  | 26–6   | 81.3  |
| Відкритий чемпіонат США з тенісу       |                        |                        | 4р                     | ЧФ                     | 3р                     | П                      | П                      | не мав права на участь | не мав права на участь | не мав права на участь | не мав права на участь | не мав права на участь | не мав права на участь | не мав права на участь | не мав права на участь | не мав права на участь | не мав права на участь | не мав права на участь | не мав права на участь | не мав права на участь | не мав права на участь | не мав права на участь | не мав права на участь |                        |                        |                        |                        |                        |                        |                        |                        |                        | 2 / 5  | 20–3   | 87.0  |
| Турніри Про-Слем                       | Турніри Про-Слем       | Турніри Про-Слем       | Турніри Про-Слем       | Турніри Про-Слем       | Турніри Про-Слем       | Турніри Про-Слем       | Турніри Про-Слем       | Турніри Про-Слем       | Турніри Про-Слем       | Турніри Про-Слем       | Турніри Про-Слем       | Турніри Про-Слем       | Турніри Про-Слем       | Турніри Про-Слем       | Турніри Про-Слем       | Турніри Про-Слем       | Турніри Про-Слем       | Турніри Про-Слем       | Турніри Про-Слем       | Турніри Про-Слем       | Турніри Про-Слем       | Турніри Про-Слем       | Турніри Про-Слем       | Турніри Про-Слем       | Турніри Про-Слем       | Турніри Про-Слем       | Турніри Про-Слем       | Турніри Про-Слем       | Турніри Про-Слем       | Турніри Про-Слем       | Турніри Про-Слем       | Турніри Про-Слем       | 2 / 19 | 30–17  | 63.8  |
| U.S. Pro                               |                        |                        |                        |                        |                        |                        |                        |                        | Ф                      | ПФ                     |                        |                        |                        |                        |                        |                        | Ф                      |                        |                        |                        | 1р                     |                        |                        |                        |                        |                        |                        |                        |                        |                        |                        |                        | 0 / 4  | 6–4    | 60.0  |
| French Pro                             | не проводили           | не проводили           | не проводили           | не проводили           | не проводили           | не проводили           | не проводили           | не проводили           | не проводили           | не проводили           | не проводили           | ПФ                     | NH                     | ПФ                     | Ф                      | ПФ                     |                        |                        | ПФ                     | ЧФ                     | ЧФ                     |                        |                        | 0 / 7                  | 11–7                   | 61.1                   |                        |                        |                        |                        |                        |                        |        |        |       |
| Wembley Pro                            | не проводили           | не проводили           | не проводили           |                        |                        |                        |                        | П                      | NH                     | NH                     | NH                     | Ф                      |                        | П                      | ЧФ                     | ПФ                     |                        |                        | 1р                     | ПФ                     | ПФ                     |                        |                        | 2 / 8                  | 13–6                   | 68.4                   |                        |                        |                        |                        |                        |                        |        |        |       |
| В-П                                    | 1–1                    | 0–1                    | 9–4                    | 12–2                   | 14–3                   | 17–3                   | 23–2                   | 4–0                    | 5–2                    | 5–2                    | 0–0                    | 3–2                    | 0–0                    | 5–1                    | 4–2                    | 3–2                    | 1–1                    | 0–0                    | 2–2                    | 2–2                    | 1–3                    | 0–0                    | 0–0                    | 0–0                    | 0–0                    | 1–1                    | 3–3                    | 2–1                    | 0–2                    | 0–1                    | 1–1                    | 1–1                    | 7 / 50 | 114–43 | 72.6  |

## Визнання
У 1979 році ім'я Френка Седжмена було внесено до списків Міжнародного залу тенісної слави, а в 1985 — до списків Залу спортивної слави Австралії. Член ордену Австралії з 1979 року.